# Política de gestão de coleção

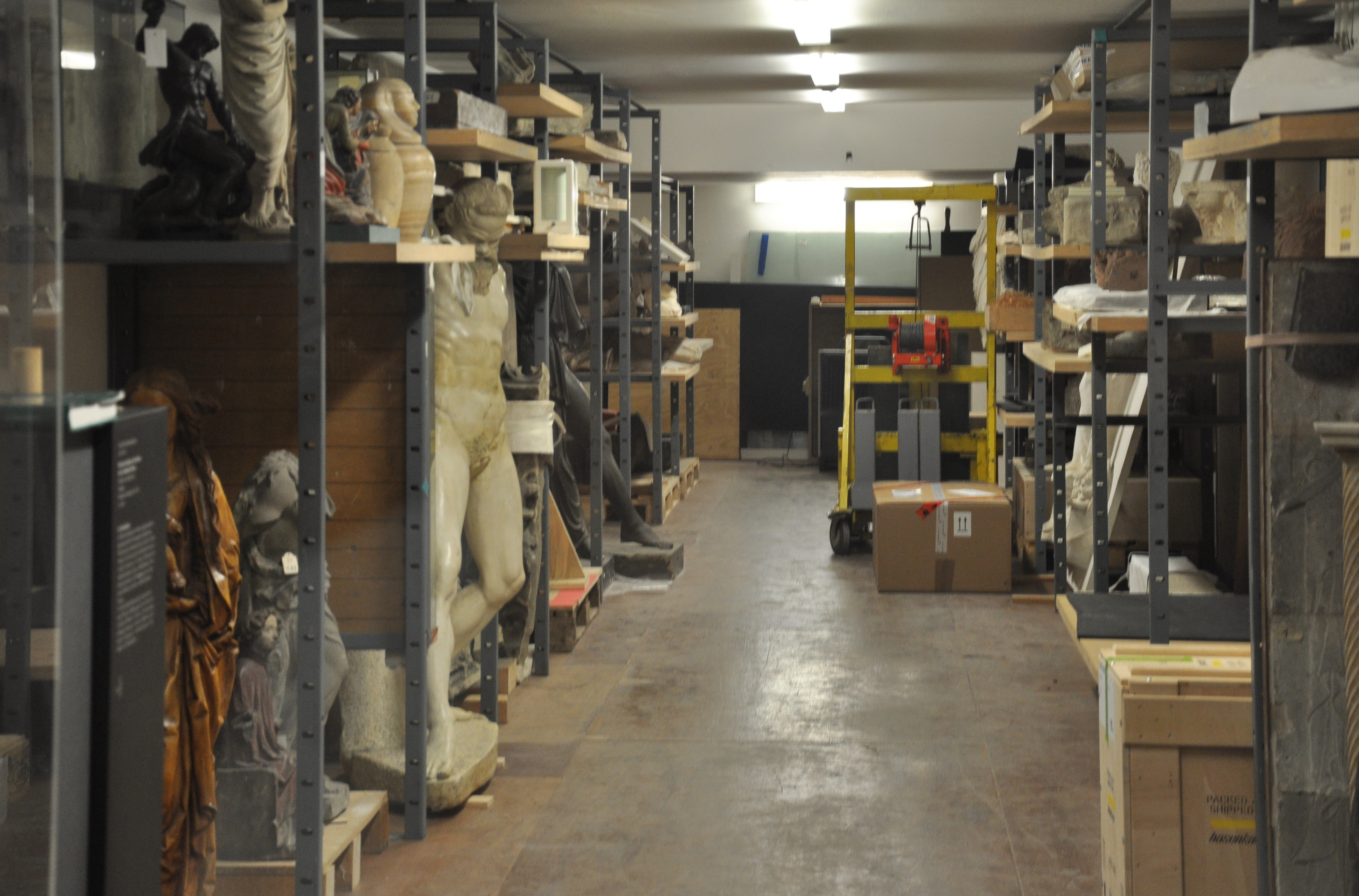
Imagem de uma coleção

A Política de Gestão de Coleção estabelece uma série de normas e bases de como um museu lida com as situações relativas à sua coleção. Em termos práticas trata-se de “uma declaração escrita detalhada que explica por que um museu está em operação e como ele realiza seus negócios."
Uma vez que os museus muitas vezes se deparam com questões que tratam de quais objetos devem adquirir, como lidar com a remoção ou empréstimo de objetos da coleção ou padrões de cuidado com os objetos; é imprescindível ter uma política bem escrita que possa ajudar a prevenir possíveis problemas no lado do museu. A prevenção é a melhor abordagem ao lidar com operações e objetos na coleção, portanto, a política é um documento importante que pode ser visto quase como limites estabelecidos para ajudar a garantir que o museu permaneça fiel à sua missão e, ao mesmo tempo, forneça o melhor atendimento para a coleção.

## Formatação de uma política
Cada museu possui uma forma única de como lidar com seu acervo e qual escopo será tratado pelo museu. Dado isto, deve-se observar também que “as políticas de gestão de coleções devem ser escritas para atender às necessidades de um museu específico, de suas coleções e do uso dessas coleções”.
A garantia de uma política de gestão de coleção gera um norteamento ao museu, biblioteca ou arquivo. Este processo de formação de uma política é extremamente complexa e deve ser amplamente pelo grupo de trabalhadores da instituição para que possa se realizar uma política coerente com as capacidades da mesma.

## O que uma política deve incluir
Embora cada museu seja diferente, a seguir estão alguns dos fatores-chave comuns que um museu deve incluir em sua política:

### Seção introdutória
Dado que quase todas as decisões de um museu são tomadas tendo em mente a sua declaração de missão, é importante que seja incluída na política.  Uma declaração de missão aborda o foco do museu em termos de seu propósito e suas funções e responsabilidades para com o público, a sociedade civil e as coleções. Essa declaração é o que ajuda a determinar tudo o que o museu faz e deve ser consultada regularmente para garantir que as decisões ainda estejam alinhadas com o objetivo original do museu. Geralmente, cada país tem suas regras em relação a esta missão de um museu, os Estados Unidos - por exemplo - tem que se vincular com as normas da American Alliance of Museums.

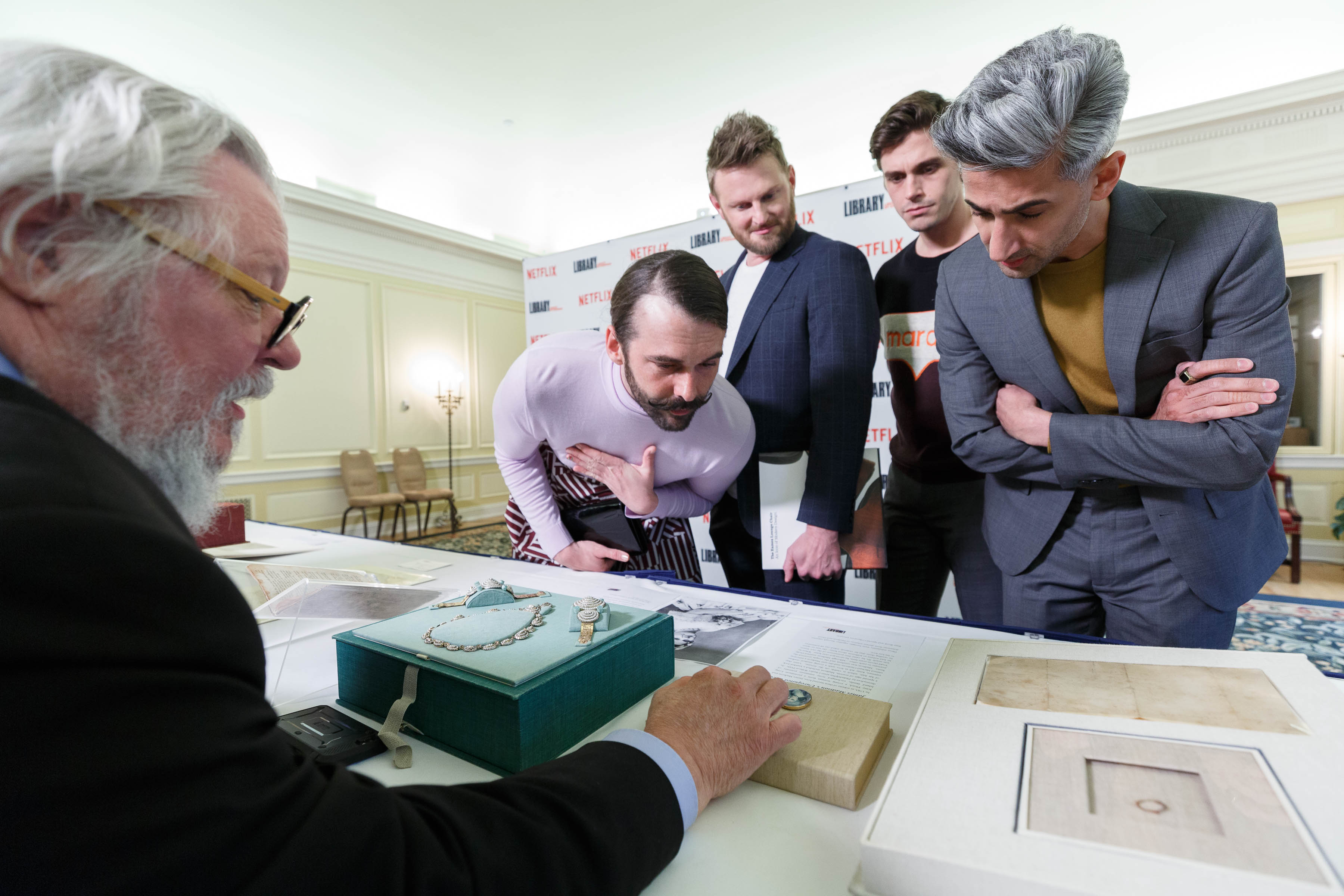
Elenco de Queer Eye visitando a Biblioteca do Congresso, Washington, D.C., Estados Unidos

Além da declaração de missão, as políticas geralmente incluem uma seção que descreve o escopo da coleção. Esta é uma parte útil da política que “analisa o histórico da coleção; considera seus pontos fortes, pontos fracos e usos atuais; e afirma o que o museu faz e o que não coleta". A política de coleções ou os critérios de seleção de uma coleção de biblioteca, arquivo ou museu é uma declaração das prioridades da instituição conforme se aplicam à aquisição de novos materiais. As políticas de cobrança orientam o processo de desenvolvimento da coleção.
Mesmo as maiores, mais bem financiadas e mais famosas bibliotecas (como a Biblioteca do Congresso nos Estados Unidos, a Biblioteca Britânica no Reino Unido e a Universidade de Stanford) não podem adquirir, hospedar, catalogar e manter todas as obras, portanto, uma política ou conjunto de critérios é necessário para a seleção que deve ser adquirido. Em geral, a política de coleções está relacionada à missão ou ao propósito da biblioteca: por exemplo, as bibliotecas nacionais coletam materiais relacionados a essa nação ou publicados em seu território, as bibliotecas universitárias geralmente coletam materiais usados no ensino e na pesquisa na instituição a que servem e as bibliotecas públicas coletam materiais que devem atender às demandas do público que atendem.

### Aquisições
A parte de aquisições de uma política define se os objetos propostos devem ou não ser incluídos na coleção do museu. Nesta seção, a política também incluirá quem está envolvido neste processo de tomada de decisão e se o museu está ou não adquirindo o objeto por empréstimo permanente ou de curto prazo. Essas aquisições devem se enquadrar no escopo de coleção delineado pelo museu. Esta parte da política também pode incluir informações relativas a recibos de doações e a garantia de que todos os objetos adquiridos têm o título adequado e foram obtidos legalmente. A parte de aquisições da política tende a incluir também diretrizes para lidar com armazenamento, uso potencial e direitos autorais.

### Desapropriação
Desapropriação é o "processo usado para remover permanentemente um objeto da coleção de um museu ou para documentar as razões para uma remoção involuntária". Semelhante a novas aquisições, a política delineará totalmente as etapas que o museu tomará ao considerar a remoção permanente de um objeto da coleção. Inclua também os motivos pelos quais o objeto deve ser removido, quem pode propor a remoção e quem tem o voto final sobre a remoção.

### Empréstimos
A seção de empréstimos de uma apólice normalmente inclui procedimentos para empréstimos recebidos e efetuados. Uma política de empréstimo forte garantirá que o empréstimo atenda ao propósito do museu, que o objeto seja cuidado adequadamente e que o sistema de registro possa rastrear o objeto durante a duração do empréstimo.

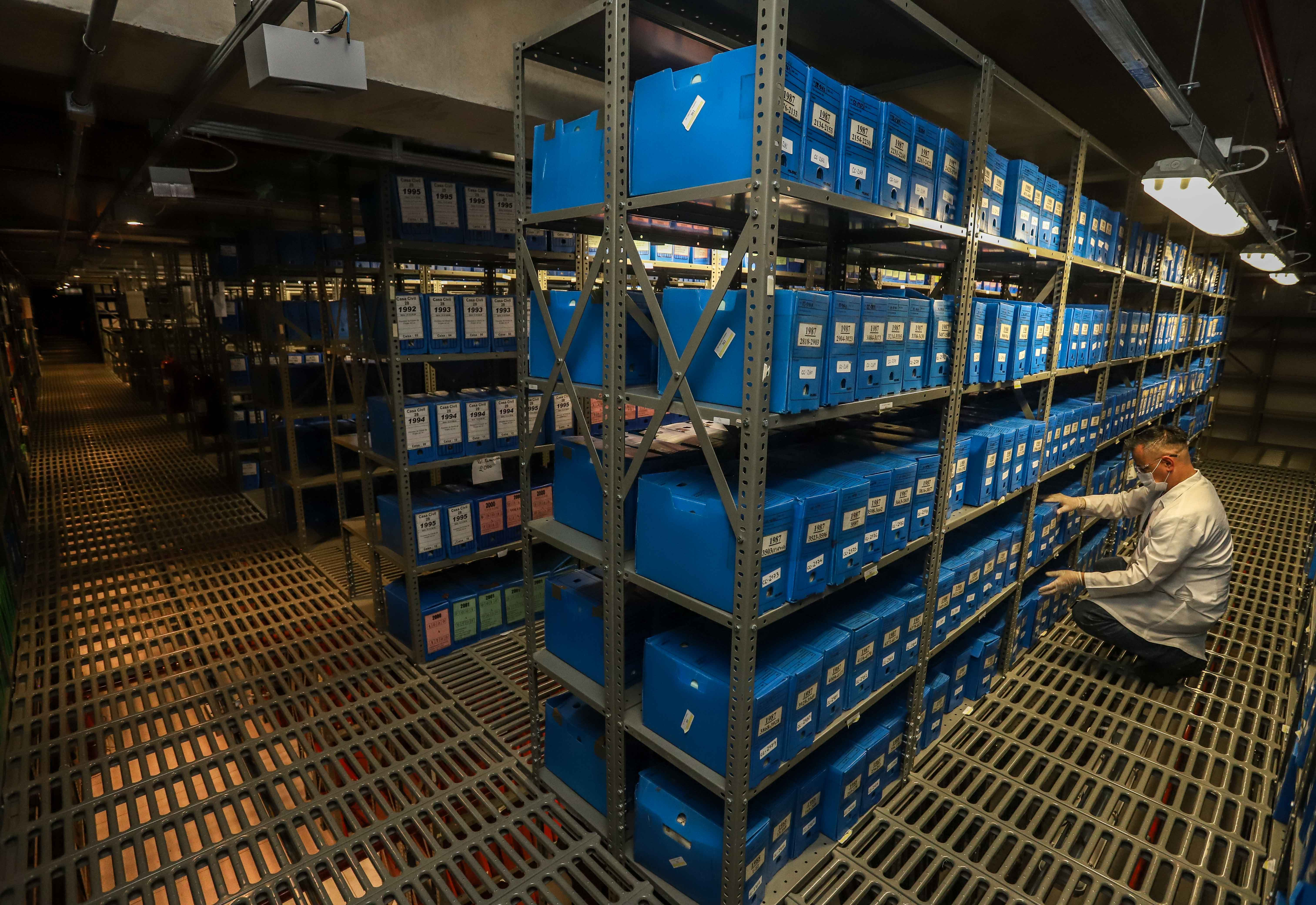
Acervo do Arquivo Público do Estado de São Paulo, São Paulo, Brasil.

### Cuidado das coleções
Os museus têm como objetivo proteger e preservar os objetos de seu acervo - e uma política de gestão deve abarcar esse tema. Para garantir que os objetos recebam o melhor cuidado possível, o museu usa essa parte da política para tratar de todos os fatores que dizem respeito aos cuidados com a coleção do museu. Ele também identificará os principais membros da equipe, os níveis necessários de treinamento para manusear objetos e quem tem acesso à coleção. Esta seção definirá os padrões relativos a tópicos como armazenamento em museus, gerenciamento integrado de pragas, conservação, gerenciamento de registros, inventários e gerenciamento de risco. A política deve definir claramente as responsabilidades de cada membro da equipe para proteger os objetos da coleção.

#### Conservação
Os museus trabalham duro para garantir que os objetos da coleção sejam devidamente cuidados, mas a conservação ainda é necessária de vez em quando para ajudar a manter os objetos em seu estado ideal. A parte de conservação da política identificará quem tem o voto final sobre se os objetos podem ou não ser tratados, se a equipe tem ou não responsabilidades de monitorar ativamente os objetos e como o museu cobrirá o custo do financiamento para a conservação. Também incluirá conservadores específicos para contato e se existem ou não métodos de tratamento cujo uso é proibido. Se o museu tem um plano de conservação de longo prazo, ele pode ser mencionado aqui.

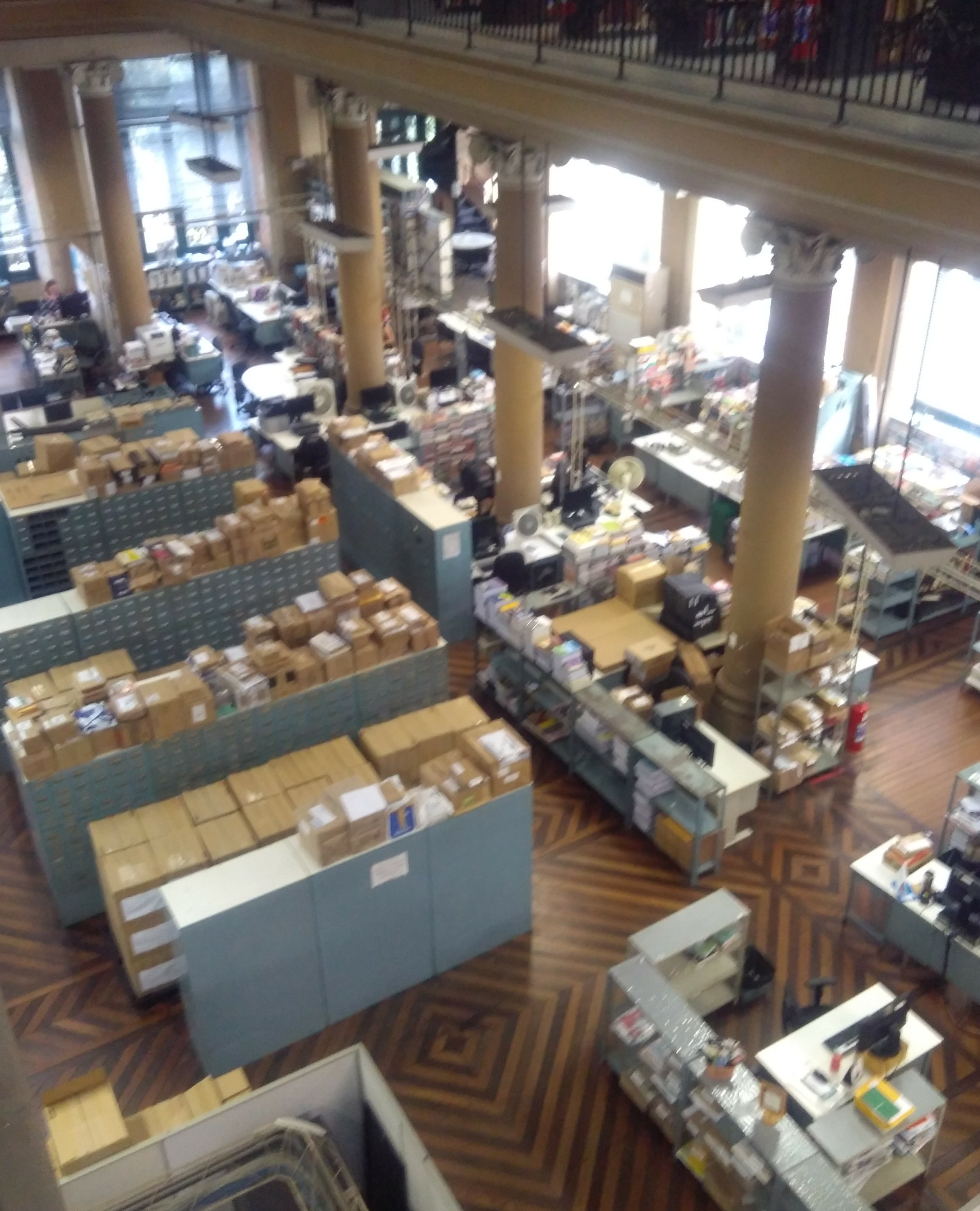
Área de catalogação, Biblioteca Nacional do Brasil, Rio de Janeiro, Brasil.

### Armazenamento
Comumente nem todas as peças do museu sejam exibidas em um determinado ponto. Portanto, é importante que a política descreva os padrões de armazenamento, seja no local ou fora dele. A política aborda as condições ambientais adequadas em áreas de armazenamento relacionadas a itens como níveis de luz, temperatura e umidade relativa. Esta parte da política também descreve os padrões que tratam da embalagem adequada de objetos no armazenamento para garantir que os materiais adequados sejam usados e que os objetos semelhantes sejam agrupados.

#### Controle de pragas
Para gerar uma boa política de gestão de coleção é necessária pensar maneiras para evitar a proliferação de pragas, insetos e traças no arquivo. Os insetos promovem diversos danos em arquivos, museus, bibliotecas e portanto urge por um bom sistema de controle de pragas.

### Gestão de registros e documentação
Esta é uma das principais funções dos membros da equipe que trabalham com coleções. Sem a documentação adequada, é quase como se o objeto não existisse. Portanto, é imperativo que a política aborde os padrões relativos ao gerenciamento adequado de registros e documentação relacionada aos objetos na coleção.

### Inventário
O inventário da coleção do museu é usado para garantir que todos os objetos dentro da coleção sejam contabilizados e no local correto. Esta seção da política observará as etapas necessárias a serem executadas ao concluir um inventário. Esta parte da política também indica as etapas a serem executadas e a quem notificar se algo estiver faltando.

### Gerenciamento de riscos
Parte do trabalho de um museólogo é cuidar para que não aconteça acidentes dentro de uma instituição. Na política de gestão deve-se incluir tópicos que tratam da proteção contra incêndio, formas de prevenir o mofo e segurança. O museu também deve ter um plano de resposta a emergências implementado.